# Tyristor

Schéma tyristoru a náhradní zapojení ze dvou tranzistorů

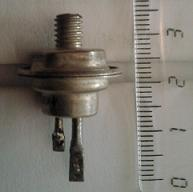
Tyristor

Tyristor je polovodičová součástka sloužící ke spínání elektrického proudu (nejčastěji výkonových obvodů), fungující jako řízený elektronický ventil (průchod).
Tyristor je čtyřvrstvá spínací součástka (obvykle PNPN), kterou je možné ovládat (spínat) pomocí impulsu do řídicí elektrody G (Gate). Anoda (A) a katoda (K) se v obvodu nesmí zaměnit, proud sepnutým tyristorem prochází pouze ve směru anoda→katoda, jako u diody.
Jedná se o velice účinný nástroj pro řízení velmi výkonných elektrických strojů. V moderních elektrických lokomotivách se používá nejčastěji pro pulzní regulaci výkonu trakčních motorů pro stejnosměrný proud. K regulaci výkonu asynchronních motorů se používají vyspělejší zařízení IGBT.

## Způsoby zapnutí a vypnutí tyristoru

### Zapnutí
- Krátkodobým proudovým pulsem do řídicí elektrody G (Gate).
- Překročením kritické hodnoty anodového napětí dojde k průrazu druhého PN přechodu. (Tento způsob je obvykle nežádoucí.)
- Rychlým nárůstem anodového napětí, tj. nadkritickou strmostí UAK (S = ΔU/Δt = i/C). Při velké strmosti se vyvolá velký proud I přes přechod, který dále vyvolá lavinovou ionizaci krystalové mřížky a tím uvede tyristor do sepnutého stavu. Tento způsob sepnutí bývá většinou nežádoucí a je nutno mu předejít například tlumivkou nebo jiným zpomalovacím členem.
- Teplotou při určitém napětí UAK. (Také většinou nežádoucí.)
- Osvětlením druhého (PN) přechodu, takto pracuje fototyristor.
- Vysokoenergetickým (tedy vysokofrekvenčním, krátkovlnným) elektromagnetickým zářením (od určité hranice energie sepne každý polovodič.)

### Vypnutí
- Přerušením anodového proudu, respektive jeho poklesem pod takzvaný přídržný proud.
- Komutací anodového napětí (přepólování). U střídavých proudů se tak děje automaticky v každé záporné půlvlně, ve stejnosměrných obvodech je nutno použít komutační zařízení (viz Tyristorová regulace výkonu).
- Zkratem mezi anodou a katodou (což je jen jiný způsob přerušení proudu tyristorem).
- V případě GTO tyristoru přivedením záporného impulzu na řídící elektrodu.